# Dysauxes danieli
Dysauxes danieli är en fjärilsart som beskrevs av Naufock 1934. Dysauxes danieli ingår i släktet Dysauxes och familjen björnspinnare. Inga underarter finns listade i Catalogue of Life.